# Bouvet
Bouvet är ett skandinaviskt konsultföretag som levererar utvecklings- och rådgivningstjänster inom informationsteknik (IT). Bouvet har kontor på tio orter i Norge (Oslo, Skien,  Arendal, Kristiansand, Stavanger, Haugesund, Bergen, Trondheim, Sandvika och Sandefjord) samt tre kontor i Sverige (Borlänge, Stockholm och Örebro).
Bouvets tjänsteutbud består av portaler, systemutveckling, systemintegration, SAP, Business intelligence, applikationsförvaltning och utbildning. Bouvet levererar tjänster till verksamheter i privat och offentlig sektor.

## Historia
Grunden till Bouvet kommer från de två norska företagen Mandator AS och Cell Network AS, som fusionerade 2001 och tog namnet Cell Network. Under 2002 köpte Eidsvold Eiendom, ett dotterföretag till investeringsföretaget Firmament AS, 100% av aktierna i Cell Network. Företaget fick samma höst namnet Bouvet. Hösten 2008 etablerade sig Bouvet i Sverige genom förvärvet av Zekundera AB i Malmö och senvåren 2009 startade Bouvet sitt kontor i Stockholm.
Bouvet blev noterat på Oslo Axess i maj 2007 under ticker 'BOUVET'.